# NoNoNo
NoNoNo – szwedzki zespół popowy powstały w 2012 roku w Sztokholmie.

## Dyskografia
Albumy
| Tytuł                    | Dane dot. albumu                                | Pozycja na liście |
| Tytuł                    | Dane dot. albumu                                | USA Heat.         |
| ------------------------ | ----------------------------------------------- | ----------------- |
| We Are Only What We Feel | - Data: 8 kwietnia 2014 - Wydawca: Warner Bros. | 31                |

Minialbumy
| Tytuł        | Dane dot. albumu                                 | Pozycja na liście |
| Tytuł        | Dane dot. albumu                                 | USA Heat.         |
| ------------ | ------------------------------------------------ | ----------------- |
| Pumpin Blood | - Data: 17 września 2013 - Wydawca: Warner Bros. | 37                |

Single
| "Pumpin Blood"               | 2013 | 16 | 30 | 55 | We Are Only What We Feel |
| "Like the Wind"              | 2013 | —  | —  | —  | We Are Only What We Feel |
| "Hungry Eyes"                | 2014 | —  | —  | —  | We Are Only What We Feel |
| "One Wish"                   | 2014 | —  | —  | —  | We Are Only What We Feel |
| "Masterpiece"                | 2017 | —  | —  | —  | –                        |
| "Lost Song"                  | 2017 | —  | —  | —  | –                        |
| "—" singel nie był notowany. |      |    |    |    |                          |